# Station Silandro-Schlanders
Station Silandro-Schlanders is een spoorwegstation aan de Vintzgouwspoorlijn in de gemeente Schlanders (Italië-Zuid-Tirol).
De stationsnaam wordt volgens de regels van Trenitalia in het Italiaans aangegeven, gevolgd door het Duits als lokale taal.